# جاسوانت سينغ
الرائد جاسوانت سينغ جاسول (3 يناير 1938 - 27 سبتمبر 2020)، هو ضابط في الجيش الهندي، وشغل منصب وزير بمجلس الوزراء الهندي. كان أحد الأعضاء المؤسسين لحزب بهاراتيا جاناتا (BJP)،  وكان أحد أعضاء البرلمان الهندي الأطول خدمة، حيث كان عضوًا بشكل مستمر تقريبًا بين عامي 1980 و 2014. كان مرشح NDA لمنصب نائب الرئيس في انتخابات نائب الرئيس الهندية لعام 2012 .

## وفاته
في يونيو 2020، تم إدخال سينغ إلى مستشفى الجيش في دلهي، وكان يعالج من تعفن الدم مع متلازمة خلل وظيفي متعدد الأعضاء وآثار إصابة شديدة في الرأس عانى منها نتيجة السقوط قبل بضع سنوات. في 27 سبتمبر أصيب بنوبة قلبية. توفي سينغ عن عمر يناهز 82 عامًا.  

## روابط خارجية
- الموقع الرسمي